# 日本の鉄道駅一覧 う-え
| あ | い | う-え   | お        | か    | き | く-け |
| こ | さ | し-しも | しや-しん | す-そ | た | ち-て |
| と | な | に      | ぬ-の     | は    | ひ | ふ-ほ |
| ま | み | む-も   | や-わ行   |       |    |       |

日本の鉄道駅一覧 う-えは、日本の鉄道駅のうち、う、えで始まるものの一覧である。

## う
- 植木駅（うえきえき）
- ウェスパ椿山駅（ウェスパつばきやまえき）
- 植田駅 (愛知県豊橋市)（うえたえき・豊橋鉄道渥美線）
- 上田駅（うえだえき・東日本旅客鉄道北陸新幹線・しなの鉄道線・上田電鉄別所線）
- 植田駅 (福島県)（うえだえき・東日本旅客鉄道常磐線）
- 植田駅 (名古屋市)（うえだえき・名古屋市営地下鉄鶴舞線）
- 植大駅（うえだいえき）
- 上田原駅（うえだはらえき）
- 植苗駅（うえなええき）
- 上野駅（うえのえき）
- 上野御徒町駅（うえのおかちまちえき）
- 上野市駅（うえのしえき）
- 上野芝駅（うえのしばえき）
- 上野原駅（うえのはらえき）
- 上野広小路駅（うえのひろこうじえき）
- 上林駅（うえばやしえき）
- 植松駅（うえまつえき）
- 植村駅（うえむらえき）
- 魚市場通停留場（うおいちばどおりていりゅうじょう）
- 魚崎駅（うおざきえき）
- 魚住駅（うおずみえき）
- 魚津駅（うおづえき）
- 魚沼丘陵駅（うおぬまきゅうりょうえき）
- 魚沼田中駅（うおぬまたなかえき）
- 魚沼中条駅（うおぬまなかじょうえき）
- 鵜飼駅（うかいえき）
- 鵜方駅（うがたえき）
- 宇賀本郷駅（うかほんごうえき）
- 浮孔駅（うきあなえき）
- 浮島町駅（うきしまちょうえき）
- うきは駅
- 浮鞭駅（うきぶちえき）
- 浮間舟渡駅（うきまふなどえき）
- 宇久井駅（うくいえき）
- 鶯谷駅（うぐいすだにえき）
- 鶯野駅（うぐいすのえき）
- 鶯の森駅（うぐいすのもりえき）
- 鶯巣駅（うぐすえき）
- 有家駅（うげえき）
- 羽後飯塚駅（うごいいづかえき）
- 羽後岩谷駅（うごいわやえき）
- 羽後牛島駅（うごうしじまえき）
- 羽後太田駅（うごおおたえき）
- 羽後亀田駅（うごかめだえき）
- 羽後境駅（うごさかいえき）
- 羽後中里駅（うごなかざとえき）
- 羽後長戸呂駅（うごながとろえき）
- 羽後長野駅（うごながのえき）
- 羽後本荘駅（うごほんじょうえき）
- 羽後四ツ屋駅（うごよつやえき）
- 宇佐駅（うさえき）
- 宇佐美駅（うさみえき）
- 宇治駅 (JR西日本)（うじえき・西日本旅客鉄道奈良線）
- 宇治駅 (京阪)（うじえき・京阪宇治線）
- 氏家駅（うじいええき）
- 牛ケ原駅（うしがはらえき）
- 牛久駅（うしくえき）
- 牛久保駅（うしくぼえき）
- 牛込神楽坂駅（うしごめかぐらざかえき）
- 牛込柳町駅（うしごめやなぎちょうえき）
- 牛田駅 (広島県)（うしたえき・広島高速交通広島新交通1号線）
- 牛田駅 (東京都)（うしだえき・東武伊勢崎線）
- 牛田駅 (愛知県)（うしだえき・名古屋鉄道名古屋本線）
- 宇治団地前停留場（うじだんちまえていりゅうじょう）
- 牛津駅（うしづえき）
- 宇品五丁目停留場（うじなごちょうめていりゅうじょう）
- 宇品三丁目停留場（うじなさんちょうめていりゅうじょう）
- 宇品二丁目停留場（うじなにちょうめていりゅうじょう）
- 宇品四丁目停留場（うじなよんちょうめていりゅうじょう）
- 牛島駅（うしのしまえき）
- 牛ノ浜駅（うしのはまえき）
- 牛ノ谷駅（うしのやえき）
- 牛浜駅（うしはまえき）
- 牛渕駅（うしぶちえき）
- 牛渕団地前駅（うしぶちだんちまええき）
- 牛山駅（うしやまえき）
- 宇治山田駅（うじやまだえき）
- 後潟駅（うしろがたえき）
- 有珠駅（うすえき）
- 臼杵駅（うすきえき・九州旅客鉄道日豊本線）
- 宇宿駅（うすきえき・九州旅客鉄道指宿枕崎線）
- 鵜杉駅（うすぎえき）
- 宇宿一丁目停留場（うすきいっちょうめていりゅうじょう）
- 臼田駅（うすだえき）
- 太秦駅（うずまさえき）
- 太秦広隆寺駅（うずまさこうりゅうじえき）
- 太秦天神川駅（うずまさてんじんがわえき）
- 羽前大山駅（うぜんおおやまえき）
- 羽前金沢駅（うぜんかねざわえき）
- 羽前小松駅（うぜんこまつえき）
- 羽前前波駅（うぜんぜんなみえき）
- 羽前高松駅（うぜんたかまつえき）
- 羽前千歳駅（うぜんちとせえき）
- 羽前椿駅（うぜんつばきえき）
- 羽前豊里駅（うぜんとよさとえき）
- 羽前長崎駅（うぜんながさきえき）
- 羽前中山駅（うぜんなかやまえき）
- 羽前成田駅（うぜんなりたえき）
- 羽前沼沢駅（うぜんぬまざわえき）
- 羽前松岡駅（うぜんまつおかえき）
- 羽前水沢駅（うぜんみずさわえき）
- 羽前山辺駅（うぜんやまべえき）
- 宇田郷駅（うたごうえき）
- 宇多津駅（うたづえき）
- 宇多野駅（うたのえき）
- 内海駅 (宮崎県)（うちうみえき・九州旅客鉄道日南線）
- 内ケ巻駅（うちがまきえき）
- 内子駅（うちこえき）
- 内郷駅（うちごうえき）
- 打越駅（うちごしえき）
- 内幸町駅（うちさいわいちょうえき）
- 内宿駅（うちじゅくえき）
- 打田駅（うちたえき）
- 内田駅（うちだえき）
- 打出駅（うちでえき）
- 内名駅（うちなえき）
- 内灘駅（うちなだえき）
- 内野駅（うちのえき）
- 内之田駅（うちのだえき）
- 内野西が丘駅（うちのにしがおかえき）
- 内牧駅（うちのまきえき）
- 内原駅（うちはらえき）
- 内山駅（うちやまえき）
- 打井川駅（うついがわえき）
- 現川駅（うつつがわえき）
- ウッディタウン中央駅（ウッディタウンちゅうおうえき）
- 宇都宮駅（うつのみやえき）
- 宇都宮駅東口停留場（うつのみやえきひがしぐちていりゅうじょう）
- 宇都宮貨物ターミナル駅（うつのみやかもつターミナルえき）
- 宇都宮大学陽東キャンパス停留場（うつのみやだいがくようとうキャンパスていりゅうじょう）
- 内船駅（うつぶなえき）
- 内部駅（うつべえき）
- 打保駅（うつぼえき）
- 内海駅 (愛知県)（うつみえき・名古屋鉄道知多新線）
- 宇土駅（うとえき）
- 宇頭駅（うとうえき）
- 鵜殿駅（うどのえき）
- 宇奈月駅（うなづきえき）
- 宇奈月温泉駅（うなづきおんせんえき）
- 鵜沼駅（うぬまえき）
- 鵜沼宿駅（うぬまじゅくえき）
- 有年駅（うねえき）
- 畦野駅（うねのえき）
- 畝傍駅（うねびえき）
- 畝傍御陵前駅（うねびごりょうまええき）
- 宇野駅（うのえき）
- 鵜の木駅（うのきえき）
- 宇野気駅（うのけえき）
- 宇島駅（うのしまえき）
- 鵜住居駅（うのすまいえき）
- 宇野辺駅（うのべえき）
- 卯之町駅（うのまちえき）
- 祖母島駅（うばしまえき）
- 姥堂駅（うばどうえき）
- 鵜原駅（うばらえき）
- 宇部駅（うべえき）
- 宇部新川駅（うべしんかわえき）
- 宇部岬駅（うべみさきえき）
- 馬立駅（うまたてえき）
- 馬堀駅（うまほりえき）
- 馬道駅（うまみちえき）
- 宇美駅（うみえき）
- 海芝浦駅（うみしばうらえき）
- 海尻駅（うみじりえき）
- 海浦駅（うみのうらえき）
- 海の王迎駅（うみのおうむかええき）
- 海ノ口駅（うみのくちえき）
- 海の公園柴口駅（うみのこうえんしばぐちえき）
- 海の公園南口駅（うみのこうえんみなみぐちえき）
- 海ノ中道駅（うみのなかみちえき）
- 梅ヶ丘駅（うめがおかえき）
- 梅ケ沢駅（うめがさわえき）
- 梅ケ谷駅（うめがだにえき）
- 梅ケ峠駅（うめがとうえき）
- 梅小路京都西駅（うめこうじきょうとにしえき）
- 梅迫駅（うめざこえき）
- 梅郷駅（うめさとえき）
- 梅島駅（うめじまえき）
- 梅田駅（うめだえき）
- 梅坪駅（うめつぼえき）
- 梅戸井駅（うめどいえき）
- 梅の辻停留場（うめのつじていりゅうじょう）
- 梅本駅（うめのもとえき）
- 梅林駅 (福岡県)（うめばやしえき・福岡市地下鉄七隈線）
- 梅屋敷駅 (東京都)（うめやしきえき・京急本線）
- 梅屋敷駅 (奈良県)（うめやしきえき・近鉄生駒鋼索線）
- 梅山駅（うめやまえき）
- 敬川駅（うやがわえき）
- 浦賀駅（うらがえき）
- 浦上駅（うらかみえき）
- 浦上駅前停留場（うらかみえきまえていりゅうじょう）
- 浦上車庫停留場（うらかみしゃこていりゅうじょう）
- 浦川駅（うらかわえき）
- うらがわら駅
- 浦佐駅（うらさえき）
- 浦宿駅（うらしゅくえき）
- 浦添前田駅（うらそえまえだえき）
- 浦田駅 (福岡県)（うらたえき・九州旅客鉄道筑豊本線）
- 浦田駅 (岡山県)（うらだえき・水島臨海鉄道水島本線）
- 浦ノ崎駅（うらのさきえき）
- 浦幌駅（うらほろえき）
- 浦本駅（うらもとえき）
- 浦安駅 (千葉県)（うらやすえき・東京地下鉄東西線）
- 浦安駅 (鳥取県)（うらやすえき・西日本旅客鉄道山陰本線）
- 浦山駅（うらやまえき）
- 浦山口駅（うらやまぐちえき）
- 浦和駅（うらわえき）
- 浦和美園駅（うらわみそのえき）
- 瓜連駅（うりづらえき）
- 蔚山町停留場（うるさんまちていりゅうじょう）
- 漆山駅（うるしやまえき）
- 嬉野温泉駅（うれしのおんせんえき）
- 上挙母駅（うわごろもえき）
- 宇和島駅（うわじまえき）
- 運河駅（うんがえき）
- 雲州平田駅（うんしゅうひらたえき）
- 雲泉寺駅（うんせんじえき）
- 運動公園駅 (群馬県)（うんどうこうえんえき・わたらせ渓谷鐵道わたらせ渓谷線）
- 運動公園駅 (宮崎県)（うんどうこうえんえき・九州旅客鉄道日南線）
- 運動公園前駅（うんどうこうえんまええき・弘南鉄道弘南線）
- 運動公園前停留場（うんどうこうえんまえていりゅうじょう・豊橋鉄道東田本線）

## え
- 頴娃駅（えいえき）
- 頴娃大川駅（えいおおかわえき）
- 江井ヶ島駅（えいがしまえき）
- 永犬丸駅（えいのまるえき）
- 永福町駅（えいふくちょうえき）
- 永平寺口駅（えいへいじぐちえき）
- 永和駅（えいわえき）
- 永覚駅（えかくえき）
- 恵我ノ荘駅（えがのしょうえき）
- 江川崎駅（えかわさきえき）
- 江木駅（えぎえき）
- 駅東公園前停留場（えきひがしこうえんまえていりゅうじょう）
- 駅前停留場（えきまえていりゅうじょう）
- 駅前大通停留場（えきまえおおどおりていりゅうじょう）
- 駅家駅（えきやえき）
- 江吉良駅（えぎらえき）
- 江口駅（えぐちえき）
- 江古田駅（えこだえき）
- 江坂駅（えさかえき）
- 江崎駅（えさきえき）
- 江島駅（えじまえき）
- 江尻停留場（えじりていりゅうじょう）
- 江住駅（えすみえき）
- 江曽島駅（えそじまえき）
- 江田駅 (福島県)（えだえき・東日本旅客鉄道磐越東線）
- 江田駅 (神奈川県)（えだえき・東急田園都市線）
- 枝川駅（えだがわえき・四国旅客鉄道土讃線）
- 枝川停留場（えだがわていりゅうじょう・とさでん交通伊野線）
- 枝光駅（えだみつえき）
- 愛知川駅（えちがわえき）
- 越後赤塚駅（えちごあかつかえき）
- 越後石山駅（えちごいしやまえき）
- 越後岩沢駅（えちごいわさわえき）
- 越後岩塚駅（えちごいわつかえき）
- 越後大島駅（えちごおおしまえき）
- えちご押上ひすい海岸駅（えちごおしあげひすいかいがんえき）
- 越後片貝駅（えちごかたかいえき）
- 越後金丸駅（えちごかなまるえき）
- 越後川口駅（えちごかわぐちえき）
- 越後寒川駅（えちごかんがわえき）
- 越後鹿渡駅（えちごしかわたりえき）
- 越後下関駅（えちごしもせきえき）
- 越後須原駅（えちごすはらえき）
- 越後曽根駅（えちごそねえき）
- 越後滝谷駅（えちごたきやえき）
- 越後田沢駅（えちごたざわえき）
- 越後田中駅（えちごたなかえき）
- 越後中里駅（えちごなかざとえき）
- 越後早川駅（えちごはやかわえき）
- 越後広瀬駅（えちごひろせえき）
- 越後広田駅（えちごひろたえき）
- 越後堀之内駅（えちごほりのうちえき）
- 越後水沢駅（えちごみずさわえき）
- 越後湯沢駅（えちごゆざわえき）
- 越前大野駅（えちぜんおおのえき）
- 越前大宮駅（えちぜんおおみやえき）
- 越前開発駅（えちぜんかいほつえき）
- 越前島橋駅（えちぜんしまばしえき）
- 越前下山駅（えちぜんしもやまえき）
- 越前新保駅（えちぜんしんぼえき）
- 越前高田駅（えちぜんたかだえき）
- 越前竹原駅（えちぜんたけはらえき）
- 越前たけふ駅（えちぜんたけふえき）
- 越前田野駅（えちぜんたのえき）
- 越前東郷駅（えちぜんとうごうえき）
- 越前富田駅（えちぜんとみだえき）
- 越前野中駅（えちぜんのなかえき）
- 越前花堂駅（えちぜんはなんどうえき）
- 越前薬師駅（えちぜんやくしえき）
- 越中泉駅（えっちゅういずみえき）
- 越中荏原駅（えっちゅうえばらえき）
- 越中国分駅（えっちゅうこくぶえき）
- 越中三郷駅（えっちゅうさんごうえき）
- 越中島駅（えっちゅうじまえき）
- 越中島貨物駅（えっちゅうじまかもつえき）
- 越中大門駅（えっちゅうだいもんえき）
- 越中中川駅（えっちゅうなかがわえき）
- 越中中島駅（えっちゅうなかじまえき）
- 越中中村駅（えっちゅうなかむらえき）
- 越中舟橋駅（えっちゅうふなはしえき）
- 越中宮崎駅（えっちゅうみやざきえき）
- 越中八尾駅（えっちゅうやつおえき）
- 越中山田駅（えっちゅうやまだえき）
- 江釣子駅（えづりこえき）
- 江戸川駅（えどがわえき）
- 江戸川台駅（えどがわだいえき）
- 江戸川橋駅（えどがわばしえき）
- 江戸橋駅（えどばしえき）
- 恵那駅（えなえき）
- 榎井駅（えないえき）
- 恵庭駅（えにわえき）
- 江の浦駅（えのうらえき）
- 榎戸駅 (千葉県)（えのきどえき・東日本旅客鉄道総武本線）
- 榎戸駅 (愛知県)（えのきどえき・名古屋鉄道常滑線）
- 榎町駅（えのきまちえき）
- 江ノ島駅（えのしまえき）
- 江波停留場（えばていりゅうじょう）
- 江端駅（えばたえき）
- 江原駅（えばらえき）
- 荏原中延駅（えばらなかのぶえき）
- 荏原町駅（えばらまちえき）
- 江尾駅（えびえき）
- 海老江駅（えびええき）
- 恵比寿駅（えびすえき・東日本旅客鉄道埼京線・山手線・東京地下鉄日比谷線）
- 恵比須駅（えびすえき・神戸電鉄粟生線）
- 胡町停留場（えびすちょうていりゅうじょう・広島電鉄本線）
- 恵美須町駅（えびすちょうえき・Osaka Metro堺筋線)
- 恵美須町停留場（えびすちょうていりゅうじょう・阪堺電気軌道阪堺線）
- 海老津駅（えびつえき）
- 海老名駅（えびなえき）
- えびの駅
- えびの飯野駅（えびのいいのえき）
- えびの上江駅（えびのうわええき）
- 江部乙駅（えべおつえき）
- 江別駅（えべつえき）
- 江見駅（えみえき）
- 江迎鹿町駅（えむかえしかまちえき）
- 恵良駅（えらえき）
- 襟野々駅（えりののえき）
- 遠軽駅（えんがるえき）
- 円行寺口駅（えんぎょうじぐちえき）
- 円座駅（えんざえき）
- 塩山駅（えんざんえき）
- 遠州岩水寺駅（えんしゅうがんすいじえき）
- 遠州小林駅（えんしゅうこばやしえき）
- 遠州小松駅（えんしゅうこまつえき）
- 遠州芝本駅（えんしゅうしばもとえき）
- 遠州西ヶ崎駅（えんしゅうにしがさきえき）
- 遠州病院駅（えんしゅうびょういんえき）
- 遠州森駅（えんしゅうもりえき）
- 円田駅（えんでんえき）
- 渕東駅（えんどうえき）
- 延徳駅（えんとくえき）
- 円町駅（えんまちえき）